# Konduktus

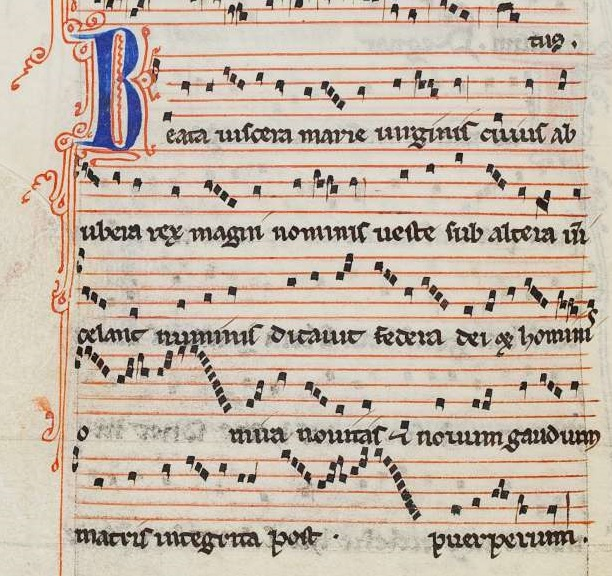
Perotinův konduktus Beata viscera z roku 1099, Wolfenbüttel

Konduktus (latinsky conductus = vedoucí, průdvočí apod.) byl specifický druh vícehlasé latinské písně.

## Charakteristika
Hlavní melodie (nápěv) byla umístěna do spodního hlasu, nebyla však převzata z chorálu, nýbrž vytvořena autorem. V krátkých konduktech se všechny hlasy (obvykle 2– 3) pohybovaly ve stejném modálním rytmu. Byly však komponovány také náročné a rozsáhlé kondukty, v nichž se vedle homorytmických úseků uplatňovaly tzv. kaudy s diferencovaným rytmem jednotlivých hlasů.
Z hudebníků, kteří se podíleli na tvorbě těchto forem, jsou známi jen dva významní představitelé:
- Prvním z nich byl Magister Leoninus (Léonin, zástupce tzv. pařížské školy Notre Dame, tvořil asi kolem roku 1180 a napsal sborník organ – Magnus liber organi (Velká kniha organ), která byla zatím pouze dvojhlasá a převažoval v nich melismatický organový styl. Modální rytmika (a notace) se v jeho době teprve rozvíjela, takže rytmický průběh nelze zjistit zcela přesně.

- Druhým byl Leoninův žák, mistr Perotinus (Pérotin, tvořil asi kolem roku 1200) tuto sbírku přepracoval, užíval tříhlas i čtyřhlas (v graduale Viderunt, Sederunt, v klauzule Mors), rozvíjel tu úseky v diskantovém stylu. Perotinus vytvořil též několik rozsáhlých konduktů. V určení jeho díla nám pomáhají jen nepřímé zprávy, neboť tvorba tohoto období byla zapisována anonymně.

## Způsob kompozice
Skladby byly vytvářeny postupnou kompozicí hlasů – nejprve byl rozvržen tenor, pak skládáno duplum, nakonec triplum, příp. quadruplum. Ve dvojhlasu měly být mezi tenorem a duplem konsonance (prima, kvarta, kvinta, oktáva) na počátku a na konci fráze, v trojhlase mělo triplum konsonovat (v uvedených místech) s jedním ze dvou dříve vytvořených hlasů.
Interprety této hudby byli nejlepší zpěváci – „sólisté“; sborové obsazení se vyskytovalo jen výjimečně (konduktus). Existují doklady využití nástrojů, které zdvojovaly nebo nahrazovaly hlasy.